# 太平天國 (紀年)
太平天囯（1851年—1864年）是清朝时期洪秀全建立的太平天國政权的國號纪年，前后共14年。
《清史稿》記載洪秀全建立太平天國，自稱天王，改元天德。據太平天國史料記載，是以国号纪年，「国」写作「囯」。干支纪年，「丑」改为「好」、「卯」改为「荣」、「亥」改为「开」。
洪秀全金田起义为道光三十年十二月十日（公元1851年1月11日）。中国历法干支为庚戌，但一般习惯用公历纪年，故太平天囯元年的干支为辛亥。
一般认为太平天國紀年结束于同治三年六月十六日（1864年7月19日）天京陷落，也有认为应当延续至同治七年六月二十八日（1868年8月16日）捻军在山东失败为止。太平軍將領袁大魁使用至十九年（1869年）。

## 公元纪年对照
| 太平天囯 | 元年   | 二年   | 三年   | 四年   | 五年   | 六年   | 七年   | 八年   | 九年   | 十年   |
| -------- | ------ | ------ | ------ | ------ | ------ | ------ | ------ | ------ | ------ | ------ |
| 公元     | 1851年 | 1852年 | 1853年 | 1854年 | 1855年 | 1856年 | 1857年 | 1858年 | 1859年 | 1860年 |
| 干支     | 辛开   | 壬子   | 癸好   | 甲寅   | 乙荣   | 丙辰   | 丁巳   | 戊午   | 己未   | 庚申   |
| 太平天國 | 十一年 | 十二年 | 十三年 | 十四年 | 十五年 | 十六年 | 十七年 | 十八年 | 十九年 |        |
| 西元     | 1861年 | 1862年 | 1863年 | 1864年 | 1865年 | 1866年 | 1867年 | 1868年 | 1869年 |        |
| 干支     | 辛酉   | 壬戌   | 癸开   | 甲子   | 乙丑   | 丙寅   | 丁卯   | 戊辰   | 己巳   |        |

## 同期存在的其他政权年号
- 中國
  - 咸丰（1851年－1861年）：清朝－咸丰帝奕詝之年号
  - 同治（1862年－1874年）：清朝－同治帝之年号
  - 洪顺（1852年）：清朝时期－彭運洪之年号
  - 天德（1853年）：清朝时期－林恭之年号
  - 天德（1853年）：清朝时期－林萬青之年号
  - 天德（1853年）：清朝时期－黃德美之年号
  - 天运（1853年）：清朝时期－劉麗川之年号
  - 江漢（1854年－1855年）：清朝時期－楊龍喜之年號
  - 太平天德（1854年－1856年）：升平天国－朱洪英、胡有祿之年號
  - 洪德（1855年－1864年）：大成国－陈开、黄鼎凤之年号
  - 顺天（1859年－1862年）：清朝时期－李永和、藍朝鼎之年号
  - 江漢（1859年－1864年）：清朝时期－朱明月尊奉之年号
  - 嗣统（1864年－1868年）：清朝时期－朱明月之年号
  - 天縱（1860年－1863年）：清朝时期－宋继鹏之年号
- 越南
  - 嗣德（1848年－1883年）：阮朝－翼宗阮福时之年号
- 日本
  - 嘉永（1848年－1854年）：孝明天皇之年號
  - 安政（1854年－1860年）：孝明天皇之年號
  - 万延（1860年－1861年）：孝明天皇之年號
  - 文久（1861年－1864年）：孝明天皇之年號

## 參看
- 太平天国